# Luis Saslavsky
Luis Saslavsky est un scénariste, producteur de cinéma et réalisateur argentin, né le 21 avril 1903 à Rosario (province de Santa Fe), mort le 20 mars 1995  à Buenos Aires.

## Biographie
Luis Saslavsky découvre le cinéma à Hollywood alors qu'il est journaliste. Il tourne son premier long-métrage en 1931. 
Le péronisme le contraint à l'exil en France où il réalise plusieurs films au cours des années 1950. Après un séjour en Espagne, il peut rentrer en Argentine ; il y achève sa carrière de réalisateur en 1979.

## Filmographie
- 1931 : Sombras
- 1935 : Crimen a las tres (es)
- 1937 : La Fuga (es)
- 1938 : Nace un amor (es)
- 1939 : Sacrifice de mère (es) (Puerta cerrada)
- 1939 : El Loco Serenata (es)
- 1940 : La Maison du souvenir (es) (La casa del recuerdo)
- 1941 : Historia de una noche (es)
- 1942 : Ceniza al viento (es)
- 1943 : Los ojos más lindos del mundo (es)
- 1943 : Eclipse de sol (es)
- 1945 : Cinq Baisers (es) (Cinco besos)
- 1945 : La dama duende (es)
- 1946 : Camino del infierno (es)
- 1948 : Histoire d'une mauvaise femme (es) (Historia de una mala mujer)
- 1949 : Vidalita (es)
- 1951 : La Couronne noire, écrit par Jean Cocteau
- 1952 : La neige était sale
- 1957 : Les Louves
- 1958 : Premier mai
- 1959 : Ce corps tant désiré
- 1960 : Un pas en avant
- 1962 : Le Balcon de la lune (es) (El balcón de la luna)
- 1963 : Histoire d'une nuit (es) (Historia de una noche)
- 1963 : Las ratas (es)
- 1964 : Placeres conyugales (es) ou Las mujeres los prefieren tontos
- 1965 : La industria del matrimonio (es)
- 1973 : Vení conmigo (es)
- 1979 : El Fausto criollo (es)